# 只要我長大 (兒歌)
只要我長大是臺灣早期風靡一時的愛國歌曲，白景山詞曲。1950年，中華文藝獎金委員會舉辦徵曲比賽，白景山以《只要我長大》四段詞曲獲第一名；1952年，收於《新選歌謠》第6期，後由中央廣播事業管理處以「中華愛國歌曲」為題灌錄唱片。原版歌詞具有反共的政治意識形態。之後的新版歌詞，以《哥哥爸爸真偉大》兒歌面貌，傳唱各方，但大部分都只唱第一段歌詞。

## 歌詞
| 哥哥爸爸真偉大，名譽照我家， 為國去剿匪，當兵笑哈哈。 走吧！走吧！哥哥爸爸，家事不用您牽掛， 只要我長大，只要我長大。 叔叔伯伯真偉大，榮光滿鄉下， 救國去剿匪，壯志賽奔馬。 去吧！去吧！叔叔伯伯，我也要把奸匪殺， 只要我長大，只要我長大。 街坊鄰居真偉大，造福為人家， 反攻去剿匪，生死全不怕。 幹吧！幹吧！街坊鄰家，我也挺身去參加， 只要我長大，只要我長大。 革命軍人真偉大，四海把名誇， 抗俄去剿匪，犧牲為國家。 殺吧！殺吧！革命軍呀，我也要把朱毛殺， 只要我長大，只要我長大。 | 哥哥爸爸真偉大，名譽照我家， 為國去打仗，當兵笑哈哈。 走吧！走吧！哥哥爸爸，家事不用你牽掛， 只要我長大，只要我長大。 叔叔伯伯真偉大，榮光滿天下， 救國去打仗，壯志賽奔馬。 走吧！走吧！叔叔伯伯，我也挺身去參加， 只要我長大，只要我長大。 街坊鄰家真偉大，造福給大家， 奮勇去殺敵，生死全不怕。 幹吧！幹吧！街坊鄰家，我也要把敵人殺， 只要我長大，只要我長大。 革命軍人真偉大，四海把名誇， 拼命去殺敵，犧牲為國家。 殺吧！殺吧！革命軍呀，我也要把奸匪殺， 只要我長大，只要我長大。 |

## 外部連結
- YouTube上的只要我長大